# ドイツテレビジョン放送
ドイツテレビジョン放送（ドイツテレビジョンほうそう、ドイツ語: :Deutscher Fernsehfunk DFF, 英語: German Television Broadcasting）とは、ドイツ民主共和国(東ドイツ)国営のテレビ放送局である。

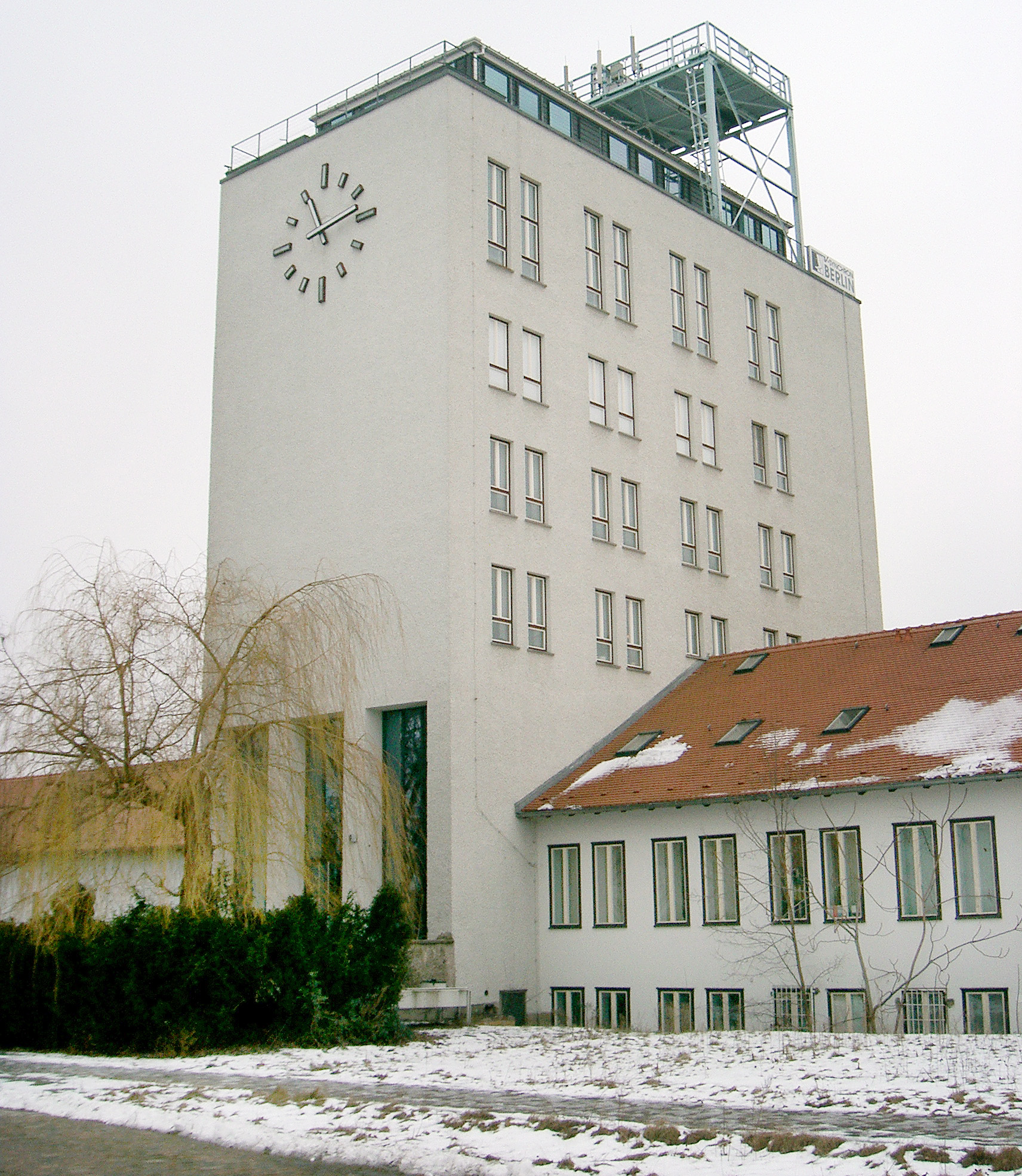
かつてのDFF放送局

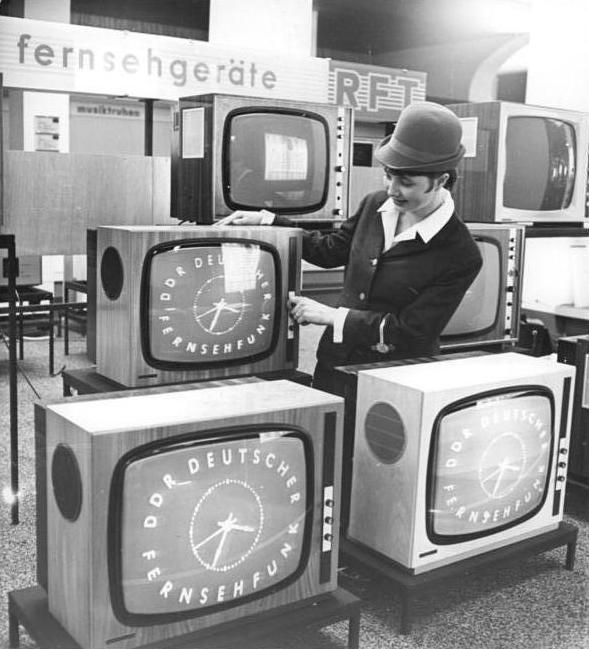
1968年のライプツィヒ見本市に展示された東ドイツ製テレビ

## 概要
1952年12月21日、ヨシフ・スターリンの誕生日に一般放送が開始され、当時は占領国・ソビエト連邦の強い意向の働いた放送を行っていた。1956年に「ドイツテレビジョン放送」として放送を開始した。当初は西ドイツを含めたドイツ全土に向けて放送を行う意図があったためこの名称を使用していたが、1972年に「ドイツ民主共和国テレビ放送」(Fernsehen der DDR)と改名した。
同局は2つのチャンネルを使って放送を行っていた。代表的な番組はAktuelle Kameraという報道番組であったが、社会主義国の国営放送らしく、社会主義の明るく成功した部分だけを放送するプロパガンダ的要素の強いものであった。また、西ドイツのスキャンダルや殺人事件などを誇張して伝える「黒いチャンネル」(Der schwarze Kanal)というプロパガンダ番組があり、これは学校での視聴が義務付けられていた。
東ドイツの多くの地域では西ドイツのARDやZDF等のテレビ電波が受信可能だった（西ドイツ側が西ベルリンや東西国境付近に送信設備を建てていた）ため、大半の東ドイツ国民は経済や社会の実態とかけ離れ、政治宣伝色の強い東ドイツの報道番組を信用せず、当局の監視から隠れて西側の放送を見ていた。
東欧民主化のうねりの中で1989年10月に強権的なエーリッヒ・ホーネッカーSED書記長が失脚すると、10月30日には「これまでの報道の仕方は誤りだった」と謝罪し、報道方針を改めた。
東西ドイツ統一後も、名称が「ドイツテレビジョン放送（DFF）」に戻された上でしばらく存続したが、1990年12月15日よりDFF1はARDのDas Ersteに置き換えられ、翌1991年12月31日に正式に解散した。その後は各地に設立された公共放送（ARD加盟）へと再編・移管された。西ベルリンで放送を行っていた「自由ベルリン放送」（SFB）がベルリン市全域を担当するようになったほか、ブランデンブルク州には「ブランデンブルク・東部ドイツ放送」（ORB）が、ザクセン州・ザクセン＝アンハルト州・テューリンゲン州には「中部ドイツ放送」（mdr）が設立された。メクレンブルク＝フォアポンメルン州は北ドイツ放送（NDR）のエリアとなった。その後、2003年にはSFBとORBが合併し「ベルリン＝ブランデンブルク放送」（rbb）が誕生している。